# 黄毛野扁豆
黄毛野扁豆（学名：Dunbaria fusca）为豆科野扁豆属下的一个种。

## 扩展阅读
- 維基物種上的相關：黄毛野扁豆